# David Rees
David Rees, född i England 1 september 1857, död 29 maj 1914, kommendör i Frälsningsarmén.
Rees blev frälsningsofficer 1882 och kom då från kåren Reading i England. Han hade först olika uppdrag inom Frälsningsarmén i England. Bland annat som divisionschef, fältsekreterare, och som chef för internationella krigsskolan (officersskolan) i London. Han var ledare för Frälsningsarmén i Kanada och Sydafrika. 1904 - 1909 var han ledare för FA i Sverige. Tillsammans med sin hustru Ruth, född Babbington (1862-1914) och en stor delegation frälsningssoldater på väg till Frälsningsarméns internationella kongress i London, drunknade han när fartyget RMS Empress of Ireland förliste i S:t Lawrencefloden 29 maj 1914. Sången De kommer från öst och väst skrevs med tanke på denna händelse.